# Transports interurbains des Vosges
Livo était le réseau de transport interurbain du département des Vosges, en région Grand-Est. Depuis 2019, le nouveau réseau s'appelle Fluo Grand Est, et il réunit tous les réseaux de transports de la Région Grand Est.

## Lignes du réseau
Liste des lignes au 1er septembre 2015
| Ligne | Caractéristiques | Caractéristiques     | Caractéristiques     | Caractéristiques     | Caractéristiques     | Caractéristiques                           | Caractéristiques                         | Caractéristiques     | Caractéristiques     |
| 1A    | EPINAL ⥋ REMIREMONT | EPINAL ⥋ REMIREMONT  | EPINAL ⥋ REMIREMONT  | EPINAL ⥋ REMIREMONT  | EPINAL ⥋ REMIREMONT  | EPINAL ⥋ REMIREMONT                        | EPINAL ⥋ REMIREMONT                      | EPINAL ⥋ REMIREMONT  | EPINAL ⥋ REMIREMONT  |
| ----- | --- | -------------------- | -------------------- | -------------------- | -------------------- | ------------------------------------------ | ---------------------------------------- | -------------------- | -------------------- |
| 1A    | Ouverture / Fermeture — / — | Longueur —           | Durée —              | Nb. d’arrêts 34      | Matériel Bus         | Jours de fonctionnement L, Ma, Me, J, V, S | Jour / Soir / Nuit / Fêtes O / N / N / N | Voy. / an —          | Transporteur Tchizz  |
| 1A    | Desserte : Remiremont, Saint-Nabord, Éloyes, Jarménil, Pouxeux, Arches, Dinozé et Épinal.                                                |                      |                      |                      |                      |                                            |                                          |                      |                      |
| 1A    | Autre : |                      |                      |                      |                      |                                            |                                          |                      |                      |
| 1A    | Dernière actualisation : — |                      |                      |                      |                      |                                            |                                          |                      |                      |
| 1B    | REMIREMONT ⥋ MUNSTER | REMIREMONT ⥋ MUNSTER | REMIREMONT ⥋ MUNSTER | REMIREMONT ⥋ MUNSTER | REMIREMONT ⥋ MUNSTER | REMIREMONT ⥋ MUNSTER                       | REMIREMONT ⥋ MUNSTER                     | REMIREMONT ⥋ MUNSTER | REMIREMONT ⥋ MUNSTER |
| 1B    | Ouverture / Fermeture — / — | Longueur —           | Durée —              | Nb. d’arrêts 37      | Matériel Bus         | Jours de fonctionnement L, Ma, Me, J, V, S | Jour / Soir / Nuit / Fêtes O / N / N / N | Voy. / an —          | Transporteur Tchizz  |
| 1B    | Desserte : Remiremont, Saint-Étienne-lès-Remiremont, Saint-Amé, Le Syndicat, La Forge, Le Tholy, Gerardmer, Xonrupt-Longemer et Munster. |                      |                      |                      |                      |                                            |                                          |                      |                      |
| 1B    | Autre : |                      |                      |                      |                      |                                            |                                          |                      |                      |
| 1B    | Dernière actualisation : — |                      |                      |                      |                      |                                            |                                          |                      |                      |